# Zemský okres Rýn-Falc
Zemský okres Rýn-Falc (německy Rhein-Pfalz-Kreis) je zemský okres v německé spolkové zemi Porýní-Falc. Sídlem správy zemského okresu je město Ludwigshafen, které ovšem není jeho součástí. Má  obyvatel. 

## Města a obce
Město:
1. Schifferstadt

Obce:
1. Altrip
2. Beindersheim
3. Birkenheide
4. Bobenheim-Roxheim
5. Böhl-Iggelheim
6. Dannstadt-Schauernheim
7. Dudenhofen
8. Fußgönheim
9. Großniedesheim
10. Hanhofen
11. Harthausen
12. Heßheim
13. Heuchelheim bei Frankenthal
14. Hochdorf-Assenheim
15. Kleinniedesheim
16. Lambsheim
17. Limburgerhof
18. Maxdorf
19. Mutterstadt
20. Neuhofen
21. Otterstadt
22. Rödersheim-Gronau
23. Römerberg
24. Waldsee